# Tesoro Women's Challenge 2013
Il Tesoro Women's Challenge 2013 è stato un torneo femminile di tennis giocato sulla terra verde. È stata la 1ª edizione del torneo del Tesoro Women's Challenge, che fa parte della categoria ITF 25 K nell'ambito dell'ITF Women's Circuit 2013. Il torneo si è giocato al The Racquet Club at Tesoro di Port St. Lucie, dal 14 al 20 gennaio 2013.

## Partecipanti

### Teste di serie
| Nazionalità | Giocatrice         | Ranking* | Teste di serie |
| ----------- | ------------------ | -------- | -------------- |
| Cina        | Shuai Zhang        | 131      | 1              |
| Canada      | Sharon Fichman     | 151      | 2              |
| Canada      | Heidi El Tabakh    | 156      | 3              |
| Slovenia    | Tadeja Majerič     | 213      | 4              |
| Argentina   | Florencia Molinero | 221      | 5              |
| Colombia    | Catalina Castaño   | 232      | 6              |
| Slovenia    | Petra Rampre       | 239      | 7              |
| Germania    | Anne Schäfer       | 240      | 8              |

* Le teste di serie sono basate sul ranking al 7 gennaio 2013

### Altre partecipanti
Le seguenti giocatrici hanno ricevuto una wild card per il tabellone principale:
- Jennifer Elie
- Louisa Chirico
- Elizabeth Johnson
- Jan Abaza

Le seguenti giocatrici sono passate dalle qualificazioni:

- Misa Eguchi
- Asia Muhammad
- Marija Šiškina
- Viktorija Tomova
- Jovana Jakšić
- Tetjana Arefyeva
- Natalia Pluskota
- Belinda Bencic

## Campionesse

### Singolare
Sharon Fichman ha battuto in finale  Tadeja Majerič con il punteggio di 6–3, 6–2.

### Doppio
Angelina Gabueva /  Allie Will hanno battuto in finale  Florencia Molinero /  Adriana Pérez con il punteggio di 4–6, 6–2, [10–7].